# Kostelek
Kostelek vagy Kóstelek (románul: Coșnea), az egyik legeldugottabb, legelzártabb gyimesi csángó település, Romániában, Bákó megyében.

## Fekvése
Kostelek a Csíki-havasokban, a helybeliek által Hárompataknak elkeresztelt völgyben található, 846 m tengerszint feletti magasságban, gyönyörű havasi környezetben, fenyvesektől körülvéve. A falut határoló másik két patak, település: Gyepece (Pajistea) és Magyarcsügés (Cădărești).

## Története
Első írásos említése az 1771-ből származik, a falu első telepesei a siculicidium idején, az embernyúzó katonai szolgálat és bírói ítéletek elől elbujdosó székelyek és a Moldva felől érkező görögkatolikus román szökevények, szegénylegények, havasi betyárok, akik ezen eldugott havasi rengetegben keresnek menedéket.
A szájhagyomány szerint a falu nevét, az állatokat őriző, körülvevő koskarámról, kosárról nyerte. Kostelek hagyományvilága, néprajzi sajátosságai (viselet, ének -és tánckultúra, temperamentum) a gyimesi kultúra sajátosságait hordozza.
Kostelek kezdetben önálló közigazgatási egység, később Csíkszépvíz községhez tartozik. 1968-ben az akkori nemzetpolitika részeként a Bákó megyei Ágas (Agăș) községhez csatolják, ahová ma is tartozik.
2002-ben 570 lakosa volt, amelyből 346 román, 202 magyar.
2011-es népszámlálás során Kosteleknek 499 lakossága volt amelyből 310 magyarnak  és 189 románnak vallotta magát.
A település közelében található a II. Pál Pápa által 1987-ben boldoggá avatott, az első világháború során itt megsebesült P. Rupert Mayer német jezsuita szerzetes emlékhelye.

## Vallásosság
Az 1900-as évek elejéig a falu szinte teljes lakossága görögkatolikus vallású. Az 1950-es évek elejétől a kommunista rendszer nyomására a falusiak átkeresztelkednek a római katolikus és az ortodox vallásokra. Ma a két felekezet közötti arány kb. fele-fele. Mindkét felekezet saját templommal és temetővel rendelkezik. A katolikus szertartás magyar nyelven folyik.

## A magyar oktatás helyzete
A Bákó megyéhez való csatolással egy időben megszüntetik a faluban a magyar nyelvű oktatást is. Kosteleken jelenleg egy óvoda, egy elemi és egy általános iskola működik. Az iskolás és óvodás gyerekek összlétszáma ma 32 körül mozog. Ez az arány sajnos évről évre csökkenő tendenciát mutat. A régebbi generációk nagycsalád modelljét a mai fiatalok nem követik, az egyke divatja a hagyományos falusi társadalomban is egyre nagyobb teret hódít.
A magyar nyelvű oktatás az 1990-es évek végén indul el egyházi kezdeményezésre, a 36 évet a faluban lelkipásztorkodó plébános-esperes Salamon Antal, iskolán kívüli munkájának köszönhetően. A plébános kísérletet tett az iskolai oktatás beindítására is, több-kevesebb sikerrel.
A 2005-ös év elejétől, a Moldvai Csángómagyarok Szövetsége  kezdeményezésére az iskolán kívüli magyar oktatást szakképzett pedagógusok veszik át, akik iskolán kívüli, délutáni foglalkozásokon tanítják a gyerekeket anyanyelvükön írni, olvasni. Ferencz András és Imre Éva tanárok a fiatalokból, és a nagyobb iskolásokból helyi tánccsoport alakítottak ki, ahol a gyerekek megismerkedhetnek a hagyományos gyimesi táncaikkal, énekkultúrájukkal.
2005 szeptemberétől a szülők kérése alapján a hivatalos iskolai oktatásba is bekerült a magyar nyelv oktatása, választható tantárgyként. Ma[mikor?] az iskolai oktatás keretein belül 32 gyerek tanul magyarul heti három alkalommal. A 2005-ben végzett diákok közül, egy végzős magyarul folytatta középiskolai tanulmányait Csíkszeredában.

## Megközelíthetősége
A falu személygépkocsival két irányból közelíthető meg:

Csíkszépvíz irányából:
A Szépvízi-víztározó felső végétől induló, Szénás út nevű 101-es megyei úton, a Szellő havason keresztül közelíthető meg. Ennek a Hargita megyei, 8,6 kilométeres szakaszát (a Motorsirülőig) 2017-2018-ban leaszfaltozták, a további 6,5 kilométert a Péterhavas-patak mentén viszont, ami már Bákó megye területén halad, nem. 2020 június-júliusában – állami finanszírozás hiányában civil források felhasználásával, a kostelekiek összefogásával – személyautók számára is járhatóvá tették. (Útvonal a Google Maps-en)

Moldva irányából:
Palánka (Palanca) és Ágas (Agăș) községek irányából. Az Oláhcsügés-Magyarcsügés-Gyepece-Kostelek útvonal Magyarcsügésig aszfaltozott, utána földút. Az Ágas felőli erdei út elég elhanyagolt állapotban van. (Útvonal a Google Maps-en)

## Képgaléria
- Kosteleki képek a www.erdely-szep.hu honlapon